# Танхаузен (Баден-Вюртемберг)
Танхаузен (нем. Tannhausen) — община в Германии, в земле Баден-Вюртемберг. 
Подчиняется административному округу Штутгарт. Входит в состав района Восточный Альб.  Население составляет 1835 человек (на 31 декабря 2010 года). Занимает площадь 17,73 км².